# Liste von Persönlichkeiten der Stadt Delitzsch
Delitzsch war in den vielen Jahrhunderten seiner Geschichte Geburts-, Wirkungs- und Sterbeort zahlreicher bedeutender Persönlichkeiten. Die nachfolgenden Übersichten enthalten Persönlichkeiten, die von Delitzsch die Ehrenbürgerwürde verliehen bekam, in Delitzsch geboren worden oder mit der Stadt in vielseitiger Weise in Verbindung standen.
Die Tabellen erheben keinen Anspruch auf Vollständigkeit.

## Ehrenbürger
Die Verleihung der Ehrenbürgerwürde in der Stadt Delitzsch ist heute nach dem § 26 der Sächsischen Gemeindeordnung (SächsGemO) geregelt. Erstmals konnten sächsische Gemeinden durch die auf Grundlage der neuen Verfassung für das Königreich Sachsen vom 4. September 1831 erlassene Allgemeine Städteordnung für das Königreich Sachsen vom 2. Februar 1832 Ehrenbürger ernennen.

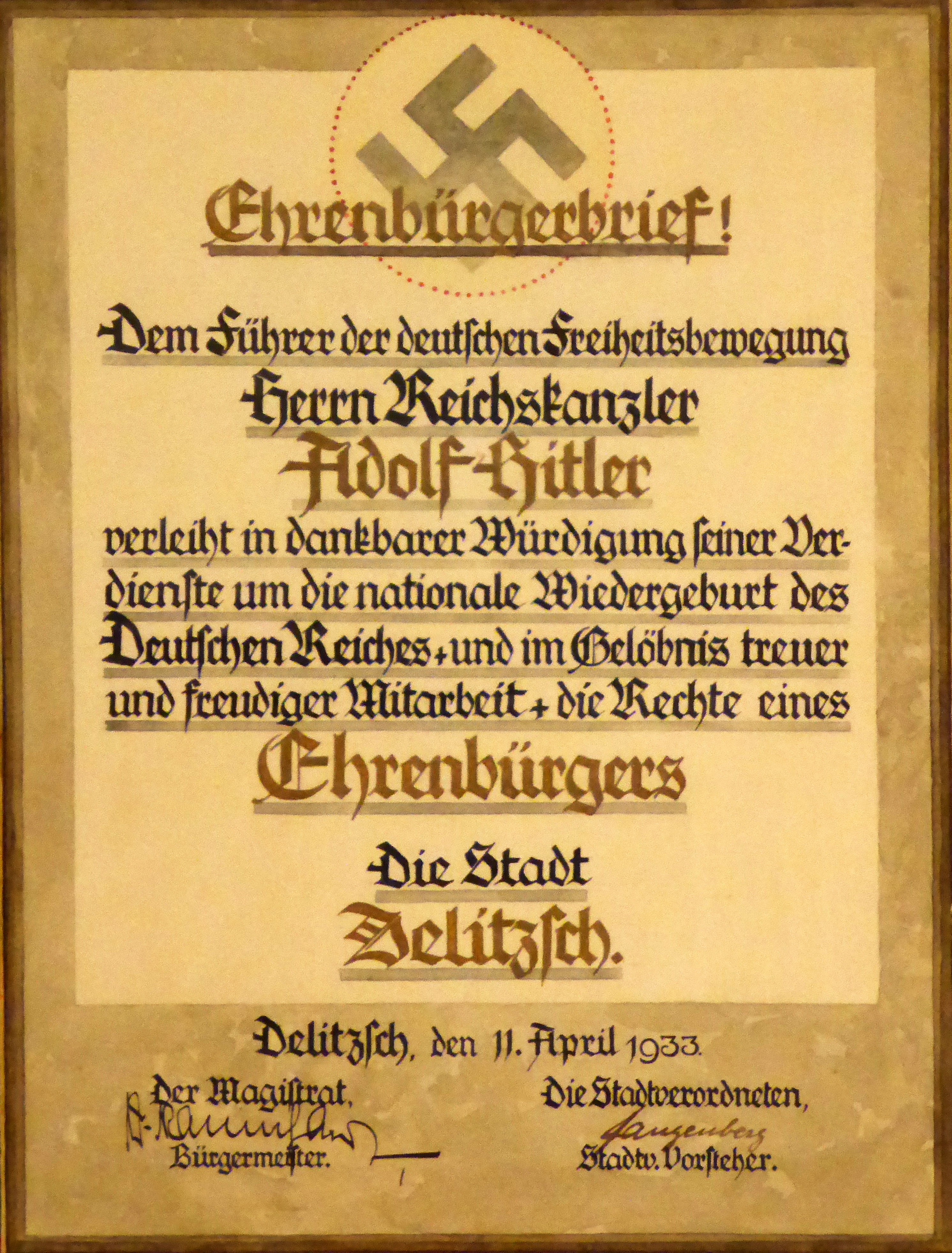
Ehrenbürgerbrief Adolf Hitler

| Name                          | geb. | in             | gest. | in            | Anmerkung | Verleihung        |
| ----------------------------- | ---- | -------------- | ----- | ------------- | --- | ----------------- |
| Otto von Bismarck             | 1815 | Schönhausen    | 1898  | Friedrichsruh | Ministerpräsident von Preußen (1862–1890) und Bundeskanzler des Norddeutschen Bundes (1867–1871)                                                                              | 1895              |
| Christian Gottfried Ehrenberg | 1795 | Delitzsch      | 1876  | Berlin        | | 7. September 1868 |
| Wilhelm von Rauchhaupt        | 1828 | Trebnitz       | 1894  | Storkwitz     | Preußischer Rittergutbesitzer, Beamter und konservativer Politiker | 1888              |
| Adolf Hitler                  | 1889 | Braunau am Inn | 1945  | Berlin        | In der öffentlichen Stadtratssitzung vom 24. November 2011 fasste der Stadtrat eine gemeinsame symbolische Willensbekundung zur Nichtbindung an die frühere Ehrenbürgerschaft | 11. April 1933    |

## Söhne und Töchter der Stadt
Die folgende Übersicht enthält überregional bekannte, in Delitzsch geborene Personen, unabhängig davon, ob diese ihren späteren Wirkungskreis in Delitzsch hatten, chronologisch aufgelistet nach dem Geburtsjahr.

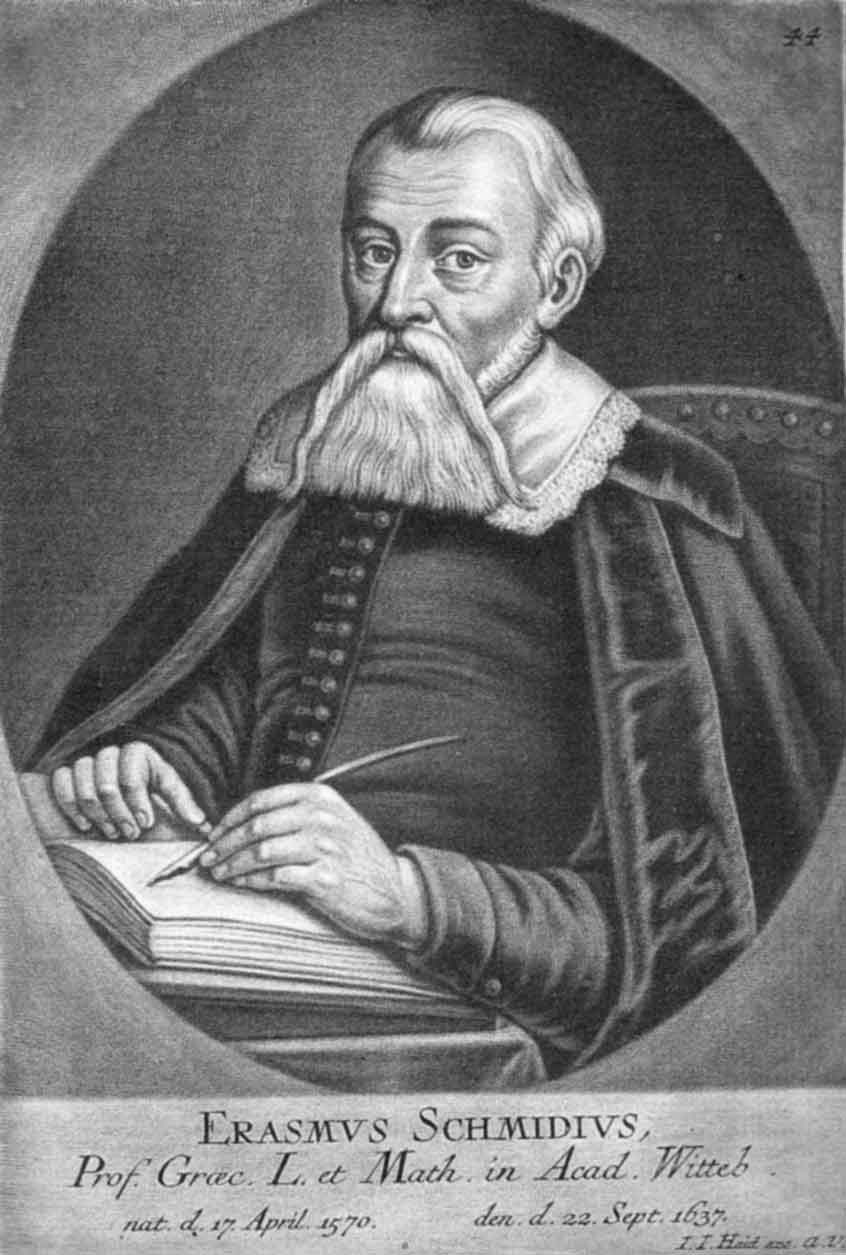
Erasmus Schmidt (1570–1637)
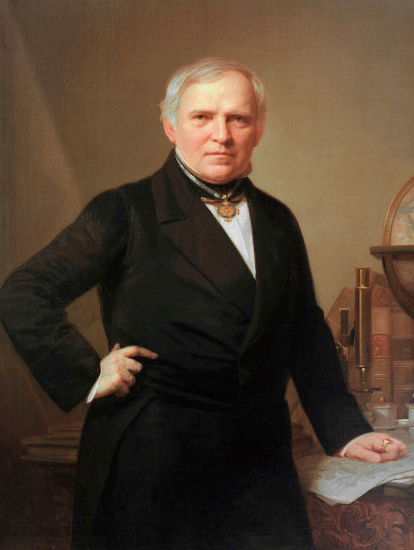
Christian Gottfried Ehrenberg (1795–1876)
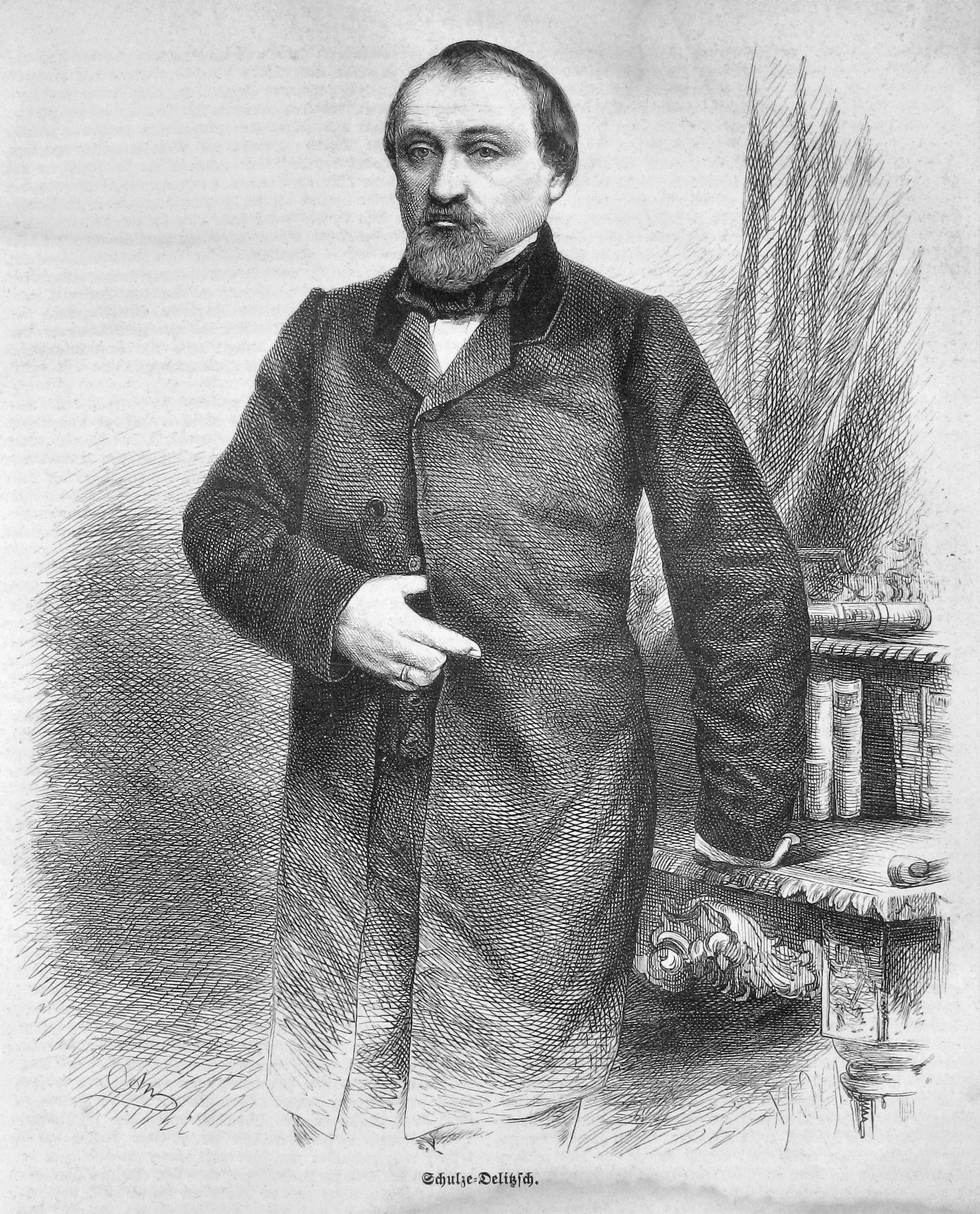
Hermann Schulze-Delitzsch (1808–1883)

| Name                          | geb.     | gest.     | in                    | Anmerkung |
| ----------------------------- | -------- | --------- | --------------------- | --- |
| Lucas Brandis                 | vor 1450 | nach 1500 | wahrscheinlich Lübeck | Buchdrucker und Typograf der Inkunabelzeit                                                                                                   |
| Marcus Brandis                | um 1455  | nach 1500 | Magdeburg             | Buchdrucker in Merseburg und Leipzig |
| Moritz Brandis                | um 1455  | nach 1504 | Magdeburg             | Buchdrucker in Leipzig und Magdeburg |
| Matthäus Brandis              | um 1455  | nach 1512 | Kopenhagen            | Buchdrucker in Lübeck und Dänemark |
| Otto von Grünrade             | 1545     | 1613      | Heidelberg            | Theologe und evangelisch-reformierter Kirchenpolitiker                                                                                       |
| Erasmus Schmidt               | 1570     | 1637      | Wittenberg            | Mathematiker und Philologe |
| Augustin Strauch              | 1612     | 1674      | Regensburg            | Rechtswissenschaftler und Diplomat |
| Christian Saalbach            | 1653     | 1713      | Greifswald            | Hochschullehrer und Dichter |
| Johann Samuel Luppe           | 1685     | 1742      | Delitzsch             | evangelischer Theologe und Superintendent von Jessen                                                                                         |
| Karl Christian Palmer         | 1759     | 1838      | Gießen                | evangelischer Theologe und Professor in Gießen                                                                                               |
| Ernst Friedrich Pfotenhauer   | 1771     | 1843      | Halle (Saale)         | Rechtswissenschaftler |
| Friedrich August Kanne        | 1778     | 1833      | Wien                  | Komponist und Musikschriftsteller |
| Christian Gottfried Ehrenberg | 1795     | 1876      | Berlin                | Zoologe, Geologe und Begründer der Mikrobiologie & Mikropaläontologie                                                                        |
| Carl August Ehrenberg         | 1801     | 1849      | Berlin                | Botaniker und Pflanzensammler |
| Hermann Schulze-Delitzsch     | 1808     | 1883      | Potsdam               | Politiker und Begründer des deutschen Handwerkergenossenschaftswesens                                                                        |
| Otto Weymann                  | 1880     | 1958      | Bad Godesberg         | Verwaltungsjurist und Oberfinanzpräsident |
| Emil Stöhrer                  | 1813     | 1890      | Leipzig               | Mechaniker, Elektrotechniker und Erfinder |
| Clementine Helm               | 1825     | 1896      | Berlin                | Kinder- und Jugendbuchautorin |
| Franz Pfordte                 | 1840     | 1917      | Hamburg               | Restaurantbesitzer, Küchenchef und Restaurantdirektor des Hotel Atlantic in Hamburg                                                          |
| Bernhard Förster              | 1843     | 1889      | San Bernardino        | Gymnasiallehrer, Kulturkritiker und Gatte von Elisabeth Nietzsche                                                                            |
| Gustav Hartig                 | 1843     | 1919      | Gera                  | deutscher Uhrmacher und Politiker |
| Paul Förster                  | 1844     | 1925      | Berlin                | Publizist und Politiker |
| Paul Walther Fürbringer       | 1849     | 1930      | Berlin                | Mediziner |
| Theodor Duimchen              | 1853     | 1908      | Berlin                | Schriftsteller |
| Paul Rocke                    | 1870     | 1936      | Hamburg               | Volkswirtschaftler, Bankmanager, Syndikus, Schulleiter und Autor                                                                             |
| Walter Tiemann                | 1876     | 1951      | Leipzig               | Buchkünstler und Grafiker |
| Hermann Haußmann              | 1879     | 1958      | Rottweil              | Jurist, Staatsanwalt, Regierungspräsident von Stralsund und Gründungsrektor der Deutschen Hochschule für Verwaltungswissenschaften in Speyer |
| Max Brüning                   | 1887     | 1968      | Lindau                | Neusachlicher Maler. |
| Erich Bauer                   | 1890     | 1970      | Lemgo                 | Studentenhistoriker und Jurist |
| Anna Zammert                  | 1898     | 1982      | ebenda                | Politikerin und Gewerkschaftsfunktionärin |
| Hermann Gräfe                 | 1900     | 1995      | –                     | Politiker und Funktionär der DDR-Blockpartei DBD                                                                                             |
| Hans Weber                    | 1911     | 2006      | Mainz                 | Botaniker und Hochschullehrer |
| Helmut Schreyer               | 1912     | 1984      | São Paulo             | Fernmeldefachmann, Erfinder und Professor an der Technischen Hochschule des brasilianischen Heeres in Rio de Janeiro                         |
| Eberhard Ruhmer               | 1917     | 1996      | ebenda                | Kunsthistoriker und Konservator |
| Horst Heinrich                | 1921     | unbek.    | –                     | Politiker, Abgeordneter der Volkskammer der DDR                                                                                              |
| Jochen Köppel                 | 1929     | 1993      | –                     | Schauspieler, Hörspielsprecher und Autor |
| Wolfgang Geisler              | 1930     | 2021      | –                     | Architekt und Hochschullehrer |
| Frijo Müller-Belecke          | 1932     | 2008      | Hemmoor               | Bildhauer |
| Manfred Kage                  | 1935     | 2019      | Tübingen              | Chemiker und Fotograf |
| Hans Funk                     | 1936     | –         | –                     | Heimatforscher und Publizist |
| Hans-Christian Reiche         | 1944     | –         | –                     | Offizier in der NVA und letzter Chef der Landstreitkräfte der NVA                                                                            |
| Norbert Denef                 | 1949     | –         | –                     | Vorsitzender von netzwerkB |
| Michael Czupalla              | 1950     | –         | –                     | Politiker und Landrat |
| Joachim Fritsche              | 1951     | –         | –                     | Fußballspieler in der DDR-Oberliga; spielte von 1973 bis 1977 in der Nationalmannschaft der DDR                                              |
| Lutz Mack                     | 1952     | –         | –                     | Geräteturner; gewann 1976 Bronze und 1980 Silber bei den Olympischen Sommerspielen                                                           |
| Siegfried Mehnert             | 1963     | –         | –                     | ehemaliger Boxer und heutiger Trainer der Boxer des Karlsruher SC                                                                            |
| Kai Emanuel                   | 1968     | –         | –                     | Nordsächsischer Landrat seit 1. August 2015                                                                                                  |
| Max Emanuel                   | 1994     | –         | –                     | Handballspieler |

## Persönlichkeiten, die vor Ort gewirkt haben
Die folgende Übersicht enthält Personen, die in Delitzsch gelebt und gewirkt haben oder anderweitig mit der Stadt in Verbindung stehen, jedoch nicht hier geboren sind. Die Personen sind chronologisch nach dem Geburtsjahr aufgelistet.
| Name                                                    | geb. | in                  | gest. | in                   | Anmerkung                                                                                        |
| ------------------------------------------------------- | ---- | ------------------- | ----- | -------------------- | ------------------------------------------------------------------------------------------------ |
| Wilhelm I. (Meißen)                                     | 1343 | Dresden             | 1407  | Grimma               | Markgraf von Meißen                                                                              |
| Hieronymus Tilesius                                     | 1529 | Löwenberg/Schlesien | 1566  | Mühlhausen/Thüringen | lutherischer Theologe und Reformator, 1555 bis 1557 Superintendent Delitzsch                     |
| Abraham Suarinus                                        | 1563 | Schkeuditz          | 1615  | Altenburg/Thüringen  | lutherischer Theologe und 1600 bis 1610 Superintendent Delitzsch                                 |
| Christiana von Schleswig-Holstein-Sonderburg-Glücksburg | 1634 | Kopenhagen          | 1701  | Delitzsch            | Herzogin des kursächsischen Sekundogeniturfürstentums Sachsen-Merseburg (1650–1701)              |
| Henriette Charlotte von Nassau-Idstein                  | 1693 | Idstein             | 1734  | Delitzsch            | Herzogin des kursächsischen Sekundogeniturfürstentums Sachsen-Merseburg (1711–1734)              |
| Friedrich Carl von Pöllnitz                             | 1768 | Leipzig             | 1843  | Dresden              | Kursächsisch-polnischer Oberhofmarschall                                                         |
| Johann Friedrich Kind                                   | 1768 | Leipzig             | 1843  | Dresden              | Schriftsteller                                                                                   |
| Theodor Fritsch                                         | 1852 | Leipzig             | 1933  | Gautzsch             | Publizist und Verleger                                                                           |
| Max Alfred Brumme                                       | 1891 | Leipzig             | 1967  | Braunschweig         | Bildhauer und Maler                                                                              |
| Peter-Michael Diestel                                   | 1952 | Prora               | –     | –                    | Rechtsanwalt und ehemaliger stellvertretender Ministerpräsident und Minister des Inneren der DDR |
| Manfred Wilde                                           | 1962 | Wolfen              | –     | –                    | Kunsthistoriker und Oberbürgermeister der Stadt seit 2008                                        |
| Cathrin Moeller                                         | 1963 | Düsseldorf          | –     | –                    | Sozial- und Theaterpädagogin                                                                     |
| Katrin Huß                                              | 1969 | Wolfen              | –     | –                    | Journalistin und Fernsehmoderatorin                                                              |
| Dirk Nürnberger                                         | 1970 | Leipzig             | –     | –                    | Langstreckenläufer                                                                               |
| Frauke Petry                                            | 1972 | Dresden             | –     | –                    | Autorin und ehemalige AfD-Bundessprecherin                                                       |
| Lars Kaufmann                                           | 1982 | Görlitz             | –     | –                    | Handballspieler; spielte von 1999 bis 2005 für den 1. SV Concordia Delitzsch                     |
| Silvio Heinevetter                                      | 1984 | Bad Langensalza     | –     | –                    | deutscher Handballtorwart; spielte von 2002 bis 2005 für den 1. SV Concordia Delitzsch           |